# Michał Friedberg
Michał Friedberg (ur. 5 czerwca 1887 w Warszawie, zm. 18 maja 1946 w Łodzi) – polski kupiec, filantrop żydowskiego pochodzenia. Dyrektor szpitali w warszawskim getcie.

## Życiorys
Ukończył gimnazjum i Szkołę Biznesu cechu kupców w Lipsku. Karierę zawodową rozpoczął jako dyrektor we francuskiej firmie tekstylnej A.G.B. w Berlinie. Następnie został Dyrektorem Generalnym A.G.B. w Polsce. Od 1930 był właścicielem sieci sklepów tekstylnych w Polsce, a po II wojnie światowej właścicielem sklepu w Łodzi. Był mecenasem Żydowskiej Szkoły Rzemiosł przy ul. Stawki w Warszawie. W latach 1925–1928 zbudował rodzinną willę przy ul. Sułkowickiej 3 zwaną od koloru elewacji czerwoną willą lub kamienicą Friedbergów.
Wspierał finansowo i osobiście działalność Janusza Korczaka. Przed II wojną światową przekazał Skarbowi Państwa cały swój majątek zgromadzony w szwajcarskich bankach.